# Aplidium incubatum
Aplidium incubatum är en sjöpungsart som beskrevs av Kott 1992. Aplidium incubatum ingår i släktet Aplidium och familjen klumpsjöpungar. Inga underarter finns listade i Catalogue of Life.